# Robert Abbot (Theologe)
Robert Abbot (* um 1588; † nach 1652) war ein britischer Geistlicher der Church of England und theologischer Autor. Während seines Aufenthalts in Cranbrook (Kent) verfasste er antikatholische Werke und pflegte regelmäßige Kontakte zu einem kleinen Kreis von in Kent ansässigen Adligen.

## Leben
Es ist nicht bekannt, aus welcher Familie Robert Abbot stammte. Ebenso liegen keine Informationen zu seinem Geburtsjahr und frühen Leben vor. Nach seiner eigenen Aussage in seinem Werk A Trial of our Church-Forsakers war er 1639 etwas älter als 50 Jahre. Wahrscheinlich ist er mit jener gleichnamigen Person identisch, die 1605 am Peterhouse College der Universität Cambridge den akademischen Titel eines Bachelor of Arts erlangte und im Juli 1607 ihr Studium an der Universität Oxford  mit einem Master of Arts abschloss. Die Details seiner kirchlichen Laufbahn sind unsicher. Zunächst war er Kurat eines Mr. Haiward an der St Mary Woolchurch in London. 1616 erhielt er von George Abbot, Erzbischof von Canterbury, die Pfründe Cranbrook in Kent als Vikariat übertragen, wofür er dem Erzbischof u. a. im Widmungsbrief seiner Predigtsammlung A Hand of Fellowship to Helpe Keepe out Sinne and Antichrist großen Dank zollte. An derselben Stelle lobte er den Erzbischof auch dafür, dass dieser ihm „väterliche Ermutigungen“ habe zuteilwerden lassen. Über mögliche verwandtschaftliche Beziehungen zwischen Robert Abbot und dem Erzbischof ist aber nichts bekannt. Spätestens 1617 hatte Robert Abbot eine Ehe mit einer namentlich nicht bekannten Frau geschlossen.
Gegen die vermeintlich vom Katholizismus herrührende Gefahr für die anglikanische Kirche veröffentlichte Abbot antikatholische Schriften wie das bereits erwähnte, seinem adligen Kenter Bekanntenkreis gewidmete Werk A Hand of Fellowship to Helpe Keepe out Sinne and Antichrist (1623), in dem er die „Feinde der Church of England“ attackierte. Danach schrieb er die dem Erzdiakon von Canterbury, William Kingsley, gewidmete, gegen den Papismus gerichtete Predigt The Danger of Popery (1625). Eine von ihm anlässlich der Befreiung Londons von einer Pestepidemie in Cranbrook gehaltene Dankpredigt gab er 1626 heraus. 1639 veröffentlichte er vier weitere Predigten, die er Walter Curle, Bischof von Winchester, widmete. Er dankte dem Bischof – der bis 1616 Fellow des Peterhouse College gewesen war – für dessen Gunsterweise und die Förderung, die der Bischof Abbots ältestem Sohn während dessen Studium in Oxford gewährt hatte.
Ende der 1630er Jahre hatte Abbot Auseinandersetzungen mit puritanisch gesinnten Gemeindemitgliedern. Von der englischen Amtskirche abweichende Glaubensmeinungen der Dissenters, insbesondere der (nach Robert Browne benannten) Brownisten, suchte er in seiner Schrift A trial of our church-forsakers, or, A meditation tending to still the passions of unquiet brownists (1639) zu widerlegen. Dabei stellte er sich selbst als Konformist dar und verfocht die Ansicht, dass die anglikanische Staatskirche die einzig wahre Kirche sei. Er informierte den Parlamentsabgeordneten für Kent, Edward Dering, 1641 über die Aktivitäten nonkonformistischer Pfarrbewohner von Cranbrook. Ihn beunruhigte u. a., dass die kirchlichen Separatisten den Gebrauch des Book of Common Prayer und den Episkopat ablehnten, obwohl er durchaus eine Überarbeitung des Gebetsbuchs und eine Reform der religiösen Zeremonien befürwortete.
1643 verließ Abbot Cranbrook und wurde Vikar in Southwick (Hampshire), wo er unter dem Patronat von Lady Honoria Norton stand. Drei Jahre später veröffentlichte er einen den Töchtern seiner Patronin gewidmeten Kinder-Katechismus (Milk for Babes, or a Mother’s Catechism for her Children) und drei Predigten. Spätestens 1652 amtierte er als Pfarrer von St Augustine’s, Watling Street, London. Im selben Jahr erschien seine Schrift A Christian Family Builded by God, or Directions for Governors of Families, ein Benimmbuch mit Anleitungen für Erzieher und Hauslehrer. In diesem Werk beklagt sich Abbot über die Last seines bereits fortgeschrittenen Alters. Sein Todesjahr ist nicht überliefert.